# Федотов Михайло Іванович
Федо́тов Михайло Іванович (*7 жовтня 1958, присілок Ворца — †6 травня 1995, місто Іжевськ) — бесерм'янський поет, лауреат премії Комсомолу Удмуртії імені Флора Васильєва (1988).

## Біографія
Поет народився в присілку Ворца, Ярського району Удмуртської АРСР в бесерм'янській родині. 1981 року закінчив філологічний факультет Удмуртського державного університету. Працював співробітником УдНДІ, редактором відділу поезії та критики журналу «Молот», кореспондентом газети «Радянська Удмуртія». 1988 року був прийнятий до Спілки письменників Росії. В останні роки працював редактором відділу художньої та дитячої літератури книжкового видавництва «Удмуртія» та в редакції журналу «Кенеш». Помер 1995 року після тяжкої хвороби.

## Творчість
Перші твори опублікував 1974 року в газеті «Дась лу!». Активно почав друкуватись в роки навчання в університеті та служби в армії. В його тематиці проглядаються любов до рідної землі, дому, боротьба добра зі злом, прагнення героя тримати руку на пульсі подій, йти в ногу з часом. Федотов — автор наукових статей про етнічну групу бесерм'ян, що живуть на півночі Удмуртії.
Автор збірок «Тодьы юсьес берто» («Білі лебеді повертаються», 1986), «Берекет» («Бажаю добра», 1988). Його остання прижиттєва книга — «Вось» («Біль», 1991).

## Нагороди
Федотов — лауреат премії Комсомолу Удмуртії імені Флора Васильєва (1988), «Відмінник друку» (1990).